# Vladimir Kovaljonok
Vladimir Vasiljevič Kovaljonok, rusky Ковалёнок, Владимир Васильевич, (* 3. března 1942 vesnička Běloje, Minská oblast Běloruské SSR), je bývalý sovětský kosmonaut běloruské národnosti.
Ve vesmíru byl třikrát vždy jako velitel lodě Sojuz.

## Život

### Mládí a výcvik
Narodil se ve vesničce Běloje ukryté hluboko v běloruských lesích. Během války byla zničena, Kovaljonokovým zůstala jen zemljanka. Po válce nastal hlad, narodil se mu bratr Vasilij, ale otec kamsi zmizel. Vladimír se musel o bratra starat sám s matkou. Do školy chodil pěšky 14 km, občas se svezl na koni. Ale učení jej bavilo a školu ukončil se zlatou medailí a odhodláním dostat se do vesmíru. V den, kdy měl odjet studovat na leningradskou vojenskou lékařskou akademii, se rozhodl jinak a odjel na balašovské vojenské letecké učiliště. Chtěl se stát kosmonautem víc, než lékařem. Po vyučení nastoupil k dopravnímu vojenskému letectvu, stal se leteckým instruktorem výsadkové služby, nalétal přes 1600 hodin. Až v roce 1967 (napodruhé) jej přijali do oddílu připravujících se kosmonautů. A celých deset let byl ve Hvězdném městečku, připravoval se na svůj první let. V týmu byl registrován od 7. května 1967 do 23. června 1984.

### Lety do vesmíru
V roce 1977 byl jmenován velitelem Sojuzu 25, ale let společně s Valerijem Rjuminem se jim nepovedl, nedokázali se spojit se stanicí Saljut 6 a předčasně se vrátili na Zemi. Ve výcviku zůstal, byl jmenován do záložní posádky za Jurije Romaněnka a pak i za Vladimira Džanibekova.
Za rok dostal novou příležitost se Sojuzem 29. Letěl z kosmodromu Bajkonur s Alexandrem Ivančenkovem, na Saljut 6 se dostali a společně pracovali s několika posádkami, které se zde vystřídaly na jiných lodích. Šlo o program Interkosmos. Dolů odletěl se Sojuzem 31 po pěti měsících na stanici.
Po této zdařilé expedici letěl potřetí v roce 1981, v Sojuzu T-4 s ním byl kosmonaut Viktor Savinych, opět pracovali na orbitální stanici Saljut 6 s řadou mezinárodních posádek, které se zde postupně měnily. Po dvou měsících se vrátil na Zemi.
Ve všech třech misích start proběhl na Bajkonuru, přistání s kabinou na padácích na území Kazachstánu.
- Sojuz 25 (9. října 1977 – 11. října 1977)
- Sojuz 29, Sojuz 31 (15. června 1978 – 2. listopadu 1978)
- Sojuz T-4 (12. března 1981 – 26. května 1981)[3].

### Po letech
Od roku 1990 byl zástupcem náčelníka na Akademii generálního štábu v Moskvě. V roce 1993 byl již generálplukovníkem. Od července 1992 do června 2002 byl velitelem Vojenské letecké inženýrské akademie Žukovského.